# زانکت گورگن ام ایبسفلد
زانکت گورگن ام ایبسفلد (به آلمانی: Sankt Georgen am Ybbsfelde) یک منطقهٔ مسکونی در اتریش است که در بخش امستیتن واقع شده است. زانکت گورگن ام ایبسفلد ۲٬۶۱۳ نفر جمعیت دارد.